# حركة لواء الثورة
حركة لواء الثورة هي حركة مسلحة تنشط في مصر.

## النشأة
ظهرت الحركة للمرة الأولى في أكتوبر/تشرين الأول عام 2016.[بحاجة لمصدر]

## أبرز الهجمات
- في 2015، محاولة اغتيال الرئيس المصري عبد الفتاح السيسي في استراحة المعمورة بالإسكندرية عبر إطلاق نار، أدي لمقتل ضابط حراسة.[2]

- 22 أكتوبر 2016: اغتيال العميد عادل رجائي، قائد الفرقة التاسعة مدرعات بالجيش المصري عبر إطلاق مسلحون عليه نار أمام منزله بضاحية العبور (شرق القاهرة)، والذي كان أحد أبرز المشاركين في فض اعتصام رابعة العدوية.[3]

- 9 إبريل 2017: تفجير بعبوة ناسفة كانت مزروعة في دراجة نارية بالقرب من مركز تدريب للشرطة المصرية في مدينة طنطا بمحافظة الغربية في دلتا النيل، أسفر عن إصابة 16 ضابطا.[4]

## حظر الحركة
في 22 ديسمبر 2017، أعلنت بريطانيا تصنيف حركة لواء الثورة علي قوائم الإرهاب.
في 31 يناير 2018، حظرت الولايات المتحدة الأمريكية حركة لواء الثورة واعتبرتها منظمة إرهابية.